# Edinburgh Airport
Edinburgh Airport (IATA: EDI, ICAO: EGPH) is een internationaal vliegveld nabij de stad Edinburgh. Met ruim veertien miljoen passagiers per jaar is het het drukste vliegveld van Schotland en het op vijf na drukste van het Verenigd Koninkrijk.

## Geschiedenis

### Als vliegkamp (1916-1947)
In 1916 werd nabij Edinburgh een vliegkamp geopend onder de naam Turnhouse Aerodrome als reactie op de luchtaanval van het Duitse Keizerrijk op Edinburgh op 2 april 1916. De locatie werd gekozen omdat het bij spoorwegstation Turnhouse Station lag: indertijd werden goederen en personeel vooral via het spoor vervoerd.
Na de oprichting van de RAF vormde deze een basis op het veldje waarna het werd omgedoopt tot RAF Turnhouse. Tijdens de Eerste Wereldoorlog was het het meest noordelijke luchtverdedigingsvliegveld van Groot-Brittannië. Na de oorlog werd in 1919 het terrein te koop aangeboden door het Britse Ministerie van Munities. De rechtmatige eigenaar van het stuk land, Archibald Primrose, 5e graaf van Rosebery, tekende daarop protest aan en eiste dat het teruggegeven werd. Uiteindelijk werd het terrein niet verkocht, maar ook verwaarloosd door de RAF. Pas in 1925 werd er weer een eskader op RAF Turnhouse gestationeerd.
Tijdens de Tweede Wereldoorlog speelde RAF Turnhouse een rol bij de Slag om Engeland onder het bestuur van RAF Fighter Command. Om de jachtvliegtuigen te kunnen huisvesten, werd de eerste betonnen startbaan op de basis aangelegd. Deze had een lengte van 3.900 voet. Na de Tweede Wereldoorlog bleef het vliegkamp nog tot 1947 militair om daarna zijn eerste commerciële vluchten te ontvangen.

### Commercialisering (1947-1971)
British European Airways opereerde vanaf 19 mei 1947 een lijndienst tussen Londen en de Shetlandeilanden, met Turnhouse en Aberdeen Dyce als tussenstops. Om militaire en civiele activiteiten te scheiden, werd in 1956 een civiele  terminal geopend. Op 1 februari 1962 werd ook een nieuwe verkeerstoren in gebruik genomen. De toren was afkomstig van Blackbushe Airport, dat in 1960 sloot.

### British Airport Authority (1971-2012)
In 1971 nam het bedrijf British Airport Authority (BAA) de eigendomsrechten over van het Ministerie van Defensie waarna het vliegveld pas echt begon uit te groeien tot een volwaardig internationaal vliegveld. De huidige luchthaventerminal werd officieel geopend door koningin  Elizabeth II op 27 mei 1977. Twee dagen later werd het geopend voor het publiek. Het nieuwe gebouw kostte destijds £10 miljoen, equivalent aan £57 miljoen in 2024. De oude gebouwen werden herbestemd als vrachtterminal.
De huidige, iconische, verkeerstoren is ontworpen door het Britse architectenbureau 3DReid en werd opgeleverd in 2005; de bouw van de 57 meter hoge toren kostte £10 miljoen en duurde 15 maanden. De gevelbekleding bestaat uit zinken platen om onderhoudskosten te drukken. Het spiraalvormige patroon van de platen moeten de waterafvoer bevorderen. De oude toren, daterend uit 1962, werd uiteindelijk gesloopt in november 2019.
Op 30 maart 2007 werd de Britse mededingingsautoriteit de Competition Commission (CC) gevraagd onderzoek te doen naar de concurrentiepositie van BAA. Op 20 augustus 2008 oordeelde de CC dat BAA Edinburgh Airport of Glasgow Airport moest verkopen.

### Global Infrastructure Partners (2012-2024)
Op 31 mei 2012 werd Edinburgh Airport verkocht aan Global Infrastructure Partners (GIP), dat ook de luchthavens Londen City en Gatwick in bezit heeft, voor £807,2 miljoen.
Op 15 januari 2021 diende het vliegveld een aanvraag in bij het  raadsgebied Edinburgh om een tweede toegangsweg te bouwen. Deze tweede weg zou naar de Gogar-rotonde op de A8 gaan, om Eastfield Road en de Airport-rotonde te ontlasten. In augustus keurde het raadsgebied de aanvraag af op grond van incompatibiliteit met het bestemmingsplan van het gebied. Edinburgh Airport ging daarop in beroep, maar de beslissing werd in stand gehouden op 20 maart 2023.

### VINCI (2024-Heden)
In juni 2024 werd het Franse bouwbedrijf VINCI meerderheidsaandeelhouder van Edinburgh Airport met de aankoop van 50,01% van de aandelen voor £1,27 miljard. De overige aandelen blijven eigendom van GIP. Dit is eenzelfde model als Gatwick, waar VINCI en GIP ook gezamenlijk eigenaar zijn.

## Passagiersaantallen en aantal vliegtuigbewegingen
Passagiersaantallen en vliegtuigbewegingen vanaf 1985:
| Jaar | Passagiers | Vliegtuigbewegingen |
| ---- | ---------- | ------------------- |
| 1985 | 1,578,000  | 36,926              |
| 1986 | 1,651,000  | 36,596              |
| 1987 | 1,852,000  | 39,603              |
| 1988 | 2,080,000  | 40,664              |
| 1989 | 2,369,000  | 47,100              |
| 1990 | 2,495,000  | 47,900              |
| 1991 | 2,343,000  | 49,700              |
| 1992 | 2,539,000  | 56,400              |
| 1993 | 2,721,000  | 58,800              |
| 1994 | 3,001,000  | 61,100              |
| 1995 | 3,280,000  | 64,000              |
| 1996 | 3,810,000  | 68,800              |
| 1997 | 4,214,919  | 99,352              |
| 1998 | 4,588,507  | 100,134             |
| 1999 | 5,119,258  | 101,226             |
| 2000 | 5,519,372  | 102,393             |
| 2001 | 6,067,333  | 112,361             |
| 2002 | 6,930,649  | 118,416             |
| 2003 | 7,481,454  | 118,943             |
| 2004 | 8,017,547  | 125,317             |
| 2005 | 8,456,739  | 127,122             |
| 2006 | 8,611,345  | 126,914             |
| 2007 | 9,047,558  | 128,172             |
| 2008 | 9,006,702  | 125,550             |
| 2009 | 9,049,355  | 115,969             |
| 2010 | 8,596,715  | 108,997             |
| 2011 | 9,385,245  | 113,357             |
| 2012 | 9,195,061  | 110,288             |
| 2013 | 9,775,443  | 111,736             |
| 2014 | 10,160,004 | 109,545             |
| 2015 | 11,114,587 | 115,286             |
| 2016 | 12,348,425 | 122,220             |
| 2017 | 13,410,256 | 128,675             |
| 2018 | 14,310,403 | 130,016             |
| 2019 | 14,747,830 | 131,617             |
| 2020 | 3,478,501  | 45,966              |
| 2021 | 3,024,960  | 34,165              |
| 2022 | 11,250,211 | 93,004              |
| 2023 | 14,396,794 | 115,076             |

## Inrichting

### Terminal
Edinburgh Airport heeft één passagiersterminal. Op de begane grond zijn alle incheckbalies en de uitgangen van de aankomsthallen. De douane en gates begeven zich op de eerste verdieping. Passagiers moeten na de security check door een belastingvrije winkel om bij de gates te komen.

### Banen

Technische kaart van Edinburgh Airport in 2024 met voormalige startbanen uitgelijnd

Edinburgh Airport beschikt momenteel over één start- en landingsbaan: 06/24. De baan is 2,556 meter lang en heeft de gebruikelijke breedte van 46 meter. Deze geasfalteerde baan, die oorspronkelijk de aanwzijzing 07/25 had, ligt ten noordwesten van de passagiersterminal. De baan werd in 1977 opgeleverd, samen met de terminal. Hiermee werd het vliegveld toegankelijk voor de nieuwste toestellen van die tijd, inclusief de  Concorde. De baan is echter niet lang genoeg voor de grootste moderne vliegtuigen, zoals de Airbus A380.
Het vliegveld heeft in het verleden ook drie andere verharde banen gehad. Deze drie betonnen banen waren aangelegd aan het begin van de Tweede Wereldoorlog:
- Baan 04/22 was de kortste van de drie met een lengte van 655 meter en breedte van 46 meter. Deze baan was voor 1965 alweer uit gebruik genomen. De zuidelijke helft van de baan maakt nu deel uit van de Long Stay parking.
- Baan 08/26 was een startbaan van 1036 bij 46 meter. Later is deze verkort tot 909 meter. De baan sloot permanent in juli 1999 en werd ingericht met helipads. Inmiddels zijn deze weer verwijderd en is het uiterst westelijke deel van de baan onderdeel van de Mid Stay parking.
- Baan 12/30 (eerst 13/31) was de belangrijkste van het vliegveld voor de ingebruikname van 06/24. Aanvankelijk 1036 meter lang en 46 meter breed, maar in de jaren '90 verlengd naar 1797 meter. Vanwege de ligging van de baan was er veel last van zijwind: bij Edinburgh Airport waait de wind vooral uit het westzuidwesten[20], wat BAA deed besluiten om een nieuwe baan te bouwen met een aangepaste richting. De baan werd volledig uit gebruik genomen op 29 maart 2018.[21] Het meest oostelijke deel wordt nu gebruikt als parkeerplaats: de Plane parking.[22]

## Bereikbaarheid
De bereikbaarheidsstrategie van Edinburgh Airport over land is om toegankelijk te zijn vanaf heel Schotland. Om dit te bewerkstelligen en tegelijkertijd duurzaam te blijven, wordt het gebruik van openbaar vervoer (ov) geprioritiseerd. In 2024 reisde bijna 37% van de passagiers van of naar het vliegveld met het ov:
| Jaar | Auto                             | OV                               | Taxi                             | Huurauto                         | Overige                          |
| ---- | -------------------------------- | -------------------------------- | -------------------------------- | -------------------------------- | -------------------------------- |
| 2016 | 38%                              | 32%                              | 23%                              | 4%                               | 3%                               |
| 2017 | geen data                        | geen data                        | geen data                        | geen data                        | geen data                        |
| 2018 | geen data                        | geen data                        | geen data                        | geen data                        | geen data                        |
| 2019 | 40,6%                            | 33,7%                            | 11%                              | 6,7%                             | 8%                               |
| 2020 | geen data door de coronapandemie | geen data door de coronapandemie | geen data door de coronapandemie | geen data door de coronapandemie | geen data door de coronapandemie |
| 2021 | geen data door de coronapandemie | geen data door de coronapandemie | geen data door de coronapandemie | geen data door de coronapandemie | geen data door de coronapandemie |
| 2022 | 40,3%                            | 34,1%                            | 13,3%                            | 5%                               | 7,3%                             |
| 2023 | 39,7%                            | 36,6%                            | 8,9%                             | 5,5%                             | 9,3%                             |
| 2024 | 39,1%                            | 36,9%                            | 8,6%                             | 5,8%                             | 9,5%                             |

### Autoverkeer
Edinburgh Airport ligt op het knooppunt van de snelwegen M8, M9 en M90 en is per auto te bereiken via de autoweg A8 tussen Glasgow en Edinburgh.
Edinburgh Airport heeft een betaalde en een gratis Kiss & Ride voorziening. De betaalde afzetlocatie bevindt zich op de begane grond van de parkeergarage tegenover de terminal, terwijl de gratis locatie op 10-12 minuten loopafstand is van de terminal als onderdeel van de long-stay parkeerplaats. In het verleden had deze gratis afzetlocatie een pendeldienst naar de terminal, maar deze rijdt niet meer sinds 2020.
In 2023 begon een project ter waarde van £1,6 miljoen om de betaalde Kiss & Ride uit te breiden en modernizeren. Er werd een extra rijbaan gebouwd en betere verlichting geïnstalleerd. Op 30 juni 2023 was deze renovatie afgerond en werden de prijzen verhoogd naar £5 voor 10 minuten.
Er zijn ook meerdere parkeervoorzieningen:
- Multi-storey parking, de parkeerplaats het dichtst bij de terminal, gericht op zakelijke reizigers. Deze parkeerplaats biedt als enige ook de optie om via een brug direct naar de securitycontrole te lopen.
- Terminal parking, de parkeeroptie vlak bij de terminal bedoeld voor reizigers met een korte reis. Deze parkeerplaats bevindt zich direct naast de parkeergarage.
- FastPark, een valet-dienst bij de terminal parking, waarna bij afgifte van de autosleutels de auto elders wordt geparkeerd tot terugkomst. Deze dienst vereist een boeking.
- Mid stay parking, een parkeerterrein op loopafstand van de terminal.
- Long Stay parking, lang parkeren op een terrein met een loopafstand van 10 minuten, voorbij de mid stay parking.
- Plane parking, het parkeerterrein dat zich het verst van de terminal bevindt. Via een pendeldienst wordt men naar de terminal gebracht. De naam verwijst naar het feit dat de parkeerplaats naast de startbaan ligt.

### Busdiensten
Buiten de terminal zijn meerdere bushaltes die worden aangedaan door bussen van meerdere maatschappijen.
| Lijn            | Route                                                             | Exploitant            | Bijzonderheden                             |
| Lokale lijnen   | Lokale lijnen                                                     | Lokale lijnen         | Lokale lijnen                              |
| --------------- | ----------------------------------------------------------------- | --------------------- | ------------------------------------------ |
| Airlink 100     | Airport - Edinburgh Zoo - Princes Street                          | Lothian Buses         |                                            |
| Skylink 200     | Airport - Noord-Edinburgh - Ocean Terminal                        | Lothian Buses         |                                            |
| Skylink N200    | Ocean Terminal → Noord-Edinburgh → Airport                        | Lothian Buses         | Nachtbus in één richting om 03:10          |
| Skylink 400     | Airport - Zuid-Edinburgh - Fort Kinnaird                          | Lothian Buses         |                                            |
| Skylink N400    | Hyvots Bank → Zuid-Edinburgh → Airport                            | Lothian Buses         | Nachtbus in één richting om 03:04          |
| Airport Express | Edinburgh Centrum - Murrayfield Stadium - Edinburgh Zoo - Airport | McGill's Bus Services |                                            |
| Intercitybussen |                                                                   |                       |                                            |
| 900             | Glasgow - Edinburgh Airport - Edinburgh                           | Citylink              |                                            |
| 902             | Glasgow - Livingston - Edinburgh Airport - Edinburgh              | Citylink              |                                            |
| 909             | Edinburgh - Edinburgh Airport - Stirling - Dunblane               | Citylink              |                                            |
| 978             | Edinburgh - Edinburgh Airport - Stirling - Dunblane               | Citylink              | Nachtvariant op lijn 909 met minder haltes |
| AIR             | Glasgow - Edinburgh Airport                                       | Citylink              |                                            |
| E1              | Dundee - Edinburgh Airport - Edinburgh Centrum                    | Ember                 | Elektrische bus                            |
| FLY             | Dundee - Edinburgh Airport                                        | Xplore Dundee         | Lijn zonder tussenhaltes                   |
| JET747          | Edinburgh Airport - Ferrytoll P&R - Halbeath P&R - Dunfermline    | Stagecoach            |                                            |

### Tramdienst

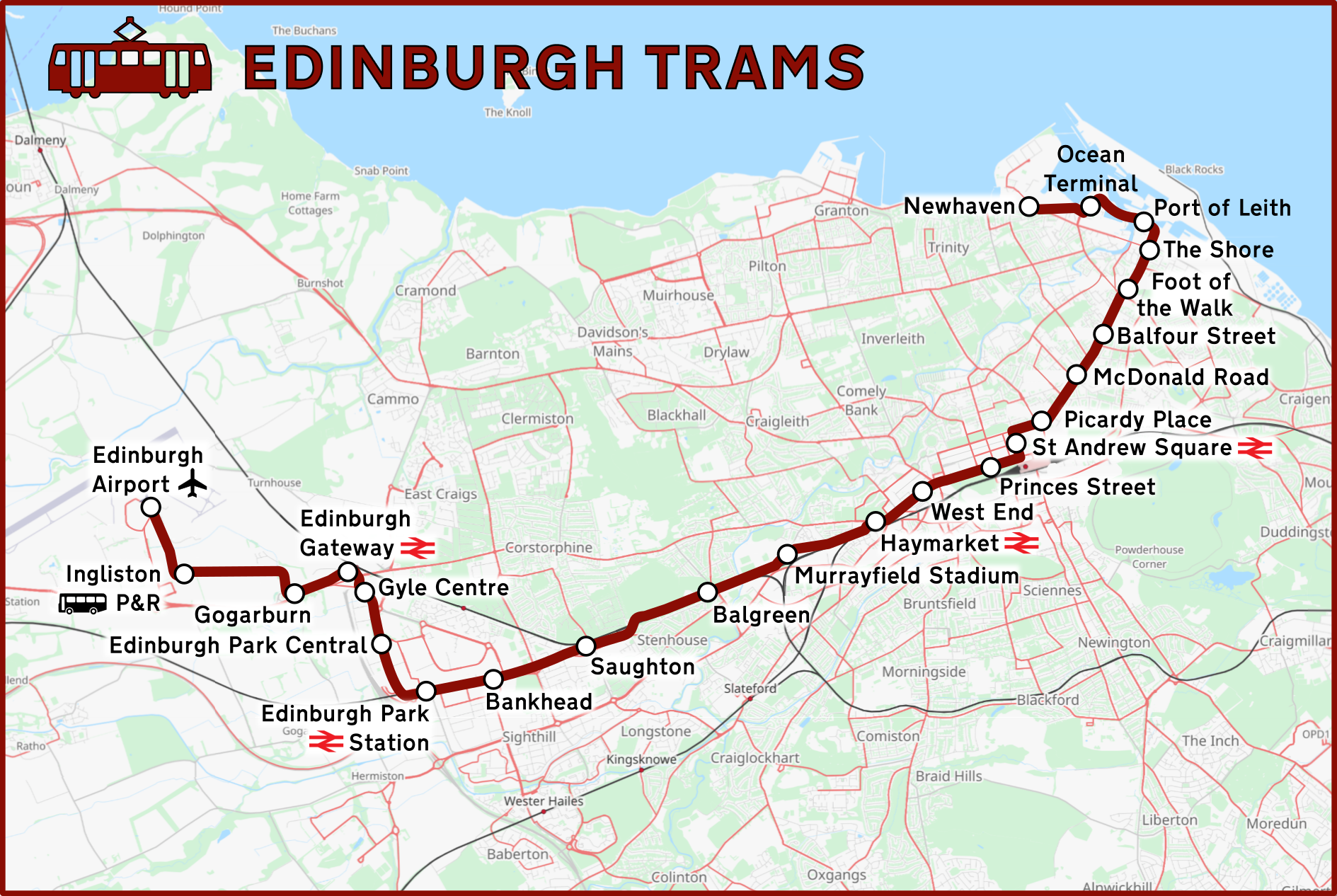
Kaart van de Edinburgh Trams tramroute

Sinds mei 2014 is er ook een tramdienst van Edinburgh naar het vliegveld. Deze dienst, Edinburgh Trams, rijdt iedere 7 minuten van Edinburgh Airport naar Leith en vice versa met tussenstops, onder andere het centrum van Edinburgh.

### Treinverbinding
Edinburgh Airport heeft geen treinstation op het terrein, al waren er plannen voor: In maart 2007 keurde het Schots Parlement het Edinburgh Airport Rail Link (EARL) project ter waarde van £650 miljoen goed. Dit project betrof de bouw van een ondergronds treinstation, dat verbonden zou worden met de lijnen van Fife en Glasgow naar Edinburgh. Echter, in september 2007 werd het project afgeblazen als onderdeel van een bezuiniging door het parlement.
Als goedkoper alternatief op het plan om een ondergronds station te bouwen, werden in 2009 plannen ingediend door Network Rail om een station te bouwen in het nabijgelegen gebied Gogar. Bij de aanleg van de tramlijn naar het vliegveld in 2013 werd daarom rekening gehouden met de bouw van een treinstation. Daadwerkelijke bouw van het treinstation begon in april 2015 en station Edinburgh Gateway werd op 11 december 2016 in gebruik genomen.
Edinburgh Gateway is te bereiken vanaf het vliegveld via de tram, bus of auto. Dit station is onderdeel van de Fife Circle Line, die loopt van Fife naar Station Edinburgh Waverley. Deze dienst wordt verzorgd door spoorwegonderneming ScotRail.

## Opererende Luchtvaartmaatschappijen
Anno 2024 opereren vanuit Edinburgh Airport 34 luchtvaartmaatschappijen naar meer dan 150 bestemmingen voor passagiersvervoer en meerdere maatschappijen voor vrachtvervoer.
| Maatschappij      | Symbool | Land van oorsprong           | Grondafhandelaar          |
| ----------------- | ------- | ---------------------------- | ------------------------- |
| Aegean Airlines   | A3      | Griekenland                  | Swissport                 |
| Aer Lingus        | EI      | Ierland                      | Swissport                 |
| Air Canada        | AC      | Canada                       | Swissport                 |
| Air France        | AF      | Frankrijk                    | Swissport                 |
| Atlantic Airways  | RC      | Faeröer                      | Swissport                 |
| Aurigny           | GR      | Guernsey                     | Swissport                 |
| British Airways   | BA      | Verenigd Koninkrijk          | Menzies Aviation          |
| Brussels Airlines | SN      | België                       | Swissport                 |
| Delta Air Lines   | DL      | Verenigde Staten             | Swissport                 |
| DHL Aviation      | D0      | Duitsland                    | DHL                       |
| EasyJet           | U2      | Verenigd Koninkrijk          | Worldwide Flight Services |
| Edelweiss Air     | WK      | Zwitserland                  | Menzies Aviation          |
| Emirates          | SN      | Verenigde Arabische Emiraten | Swissport                 |
| Eurowings         | EW      | Duitsland                    | Swissport                 |
| Finnair           | AY      | Finland                      | Swissport                 |
| Hainan Airlines   | HU      | China                        | Swissport                 |
| Iberia Express    | I2      | Spanje                       | Menzies Aviation          |
| Jet2.com          | LS      | Verenigd Koninkrijk          | Swissport                 |
| JetBlue           | B6      | Verenigde Staten             | Swissport                 |
| KLM               | KL      | Nederland                    | Swissport                 |
| Loganair          | LM      | Verenigd Koninkrijk          | Menzies Aviation          |
| Lufthansa         | LH      | Duitsland                    | Menzies Aviation          |
| Norwegian         | DY      | Noorwegen                    | Swissport                 |
| Pegasus Airlines  | PC      | Turkije                      | Swissport                 |
| Qatar Airways     | SN      | België                       | Swissport                 |
| Ryanair           | FR      | Ierland                      | Swissport                 |
| SAS Scandinavian  | SK      | Zweden                       | Swissport                 |
| SunExpress        | XQ      | Turkije                      | Menzies Aviation          |
| Transavia         | TO      | Frankrijk                    | Swissport                 |
| TUI               | BY      | Verenigd Koninkrijk          | Swissport                 |
| Turkish Airlines  | TK      | Turkije                      | Swissport                 |
| United Airlines   | UA      | Verenigde Staten             | Menzies Aviation          |
| UPS Airlines      | 5X      | Verenigde Staten             |                           |
| Virgin Atlantic   | VS      | Verenigd Koninkrijk          | Swissport                 |
| Vueling Airlines  | VY      | Spanje                       | Menzies Aviation          |
| WestJet           | WS      | Canada                       | Swissport                 |